# 스티브 하비

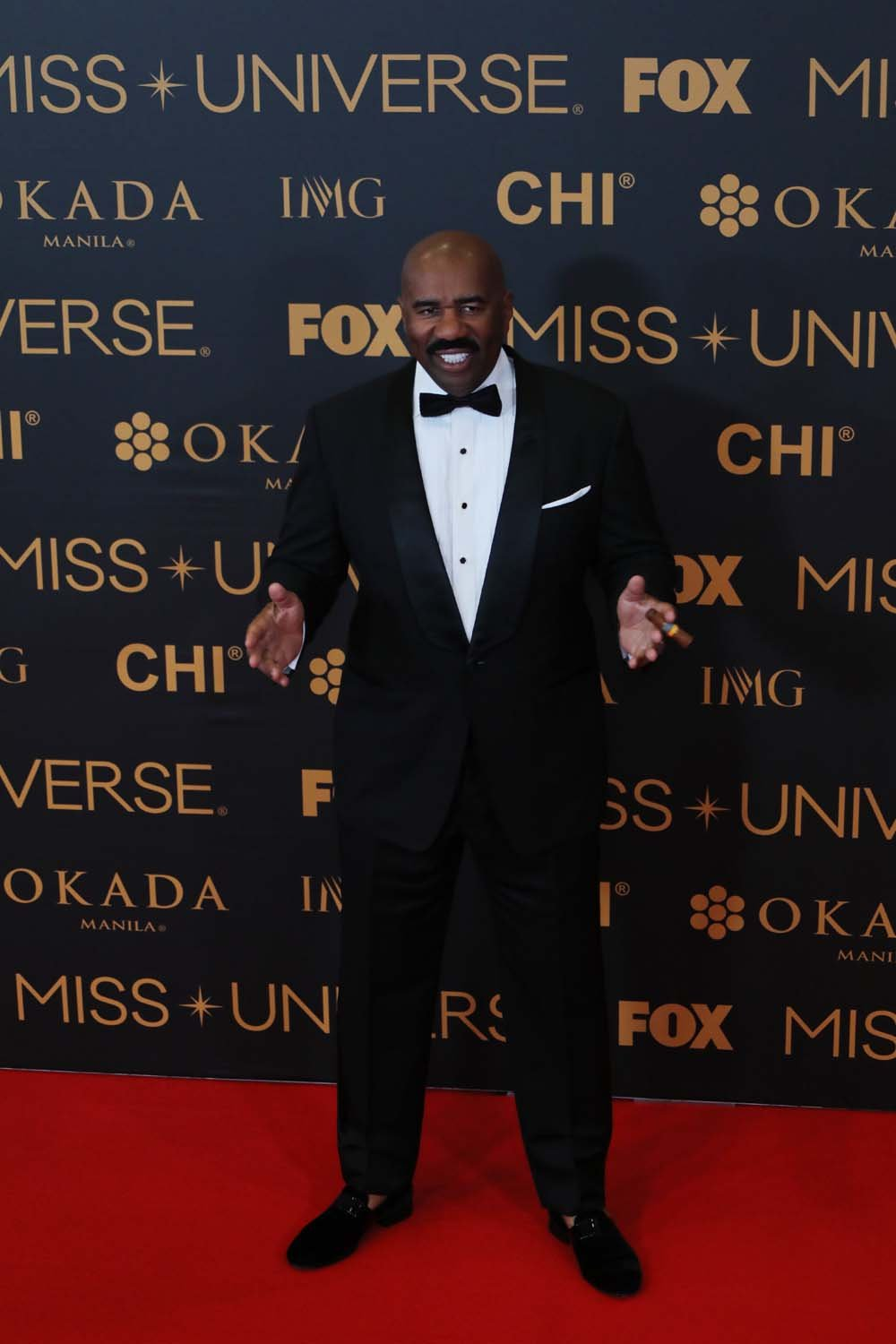

스티브 하비(Broderick Stephen Harvey, 1957년 1월 17일 ~ )는 미국의 배우, 영화 프로듀서, 텔레비전 프로듀서, 각본가, 작가, 댄서, 가수, TV 사회자, 라디오 DJ, 성우, 희극 배우, 영화배우, 텔레비전 배우이다.

## 방송
- 리틀 빅 샷 시즌3
- 리틀 빅 샷 시즌2
- 리틀 빅 샷
- Family Feud (2010 ~ 현재 )

## 영화
- 씽크 라이크 어 맨 투 (2014년)
- 퍼니 비즈니스: 어 블랙 코미디 (2012년)
- 마디아 감옥가다 (2009년)
- 돈 트립 (2006년) - 본인 역, 본인 역
- 레이싱 스트라이프스 (2005년)
- 존슨 가족의 휴가 (2004년) - 마크 존슨 역
- 유 갓 서브드 (2004년) - 미스터 래드 역
- 지미 키멜 라이브! (2003년) - 게스트 역
- 러브 돈 코스트 어 씽 (2003년)
- 파이팅 템테이션스 (2003년)
- 이프 유 워 마이 걸 (2003년)
- 오리지널 킹스 오브 코미디 (2000년)